# Arroyo Lenguazo
El arroyo Lenguazo  es un curso de agua uruguayo, ubicado en el departamento de Artigas, perteneciente a la cuenca hidrográfica del río Uruguay. Nace en la cuchilla Itacumbú y desemboca en el río Uruguay, entre los Arroyos Itacumbú y Ñaquiñá.